# Thomas Dalgaard
Pour les articles homonymes, voir Dalgaard.
Thomas Dalgaard, né le 12 avril 1984 à Nykøbing Mors, est un footballeur danois, qui évolue au poste d'attaquant au   Skive IK.

## Palmarès
Vierge